# Silvio Rodríguez
Silvio Rodríguez (* 29. listopadu 1946) je kubánský zpěvák a kytarista.

## Život a dílo
Narodil se v obci San Antonio de los Baños. Pracoval např. v komiksovém časopisu. V té době začal hrát na kytaru. Své první sólové album nazvané Días y flores vydal v roce 1975 (již dříve nahrával s jinými interprety a vydal rovněž malá alba). Roku 1985 obdržel cenu Premio Tenco. Několikrát se snažil dostat vízum do Spojených států amerických, což se mu povedlo až v roce 2010. Vystupoval např. v New Yorku, Los Angeles a Washingtonu, D.C.